# 罗里·麦克斯威尼
罗里·麦克斯威尼（英語：Rory McSweeney，1985年4月20日—），新西兰男子田径运动员。他曾代表新西兰参加2016年夏季残疾人奥林匹克运动会田径比赛，获得男子标枪F44级铜牌。